# Pterospermum obtusifolium
Pterospermum obtusifolium är en malvaväxtart som beskrevs av Robert Wight och Maxwell Tylden Masters. Pterospermum obtusifolium ingår i släktet Pterospermum och familjen malvaväxter. Inga underarter finns listade i Catalogue of Life.